# Chai Jing
Ne doit pas être confondu avec Chai Ling.
Chai Jing, née le 1er janvier 1976 à Linfen, est une journaliste, animatrice de télévision et militante écologiste chinoise.
En 1995, Chai Jing commence sa carrière comme animatrice radio dans la province Hunan. De 2001 à 2013, elle travaille pour la Télévision Centrale de Chine (CCTV) comme animatrice et reporter d'investigation. En 2012 elle publie une autobiographie, Insight (chinois : 看见 ; pinyin : kànjiàn), qui se vend à un million d'exemplaires.
En 2014, Chai entreprend une enquête indépendante sur les problèmes environnementaux en Chine, qui aboutit au film documentaire autoproduit Sous le dôme (chinois : 穹顶之下 ; pinyin : qióng dǐng  zhī xià). Sorti le 1er mars 2015 sur internet, le film récolte plus de 150 millions de vues en Chine le 3 mars, engageant le débat au sujet de la pollution et de la politique environnementale de la Chine, avant d'être censuré par les autorités le 7 mars 2015.

## Biographie

### Jeunesse et début de carrière
Chai Jing naît à Linfen, dans la province de Shanxi au sud-ouest de la Chine.
En 1991, elle étudie la comptabilité au Changsha Railway Institute (actuel Zhongnan University of Economics and Law (en)) à Changsha, Hunan. Encore étudiante, elle écrit à un animateur de la Hunan Arts Radio et lui demande : « Pourriez-vous m'aider à poursuivre mon rêve ? » L'animateur lui offre une interview et elle est plus tard engagée pour travailler à la station de radio.
Après l'obtention de son diplôme en 1995, elle anime l'émission de radio Doux clair de lune (Gentle Moonlight) ((zh)). Trois ans plus tard, à 22 ans, elle s'inscrit au Beijing Broadcasting Institute (aujourd'hui Université de Communication de Chine) pour étudier la production télévisuelle, et anime une autre émission sur radio Hunan, Nouvelle jeunesse (New Youth).
En 2001, elle travaille et étudie parallèlement un Master en arts plastiques à l'université de Pékin.

### Carrière à la Télévision Centrale de Chine
En 2001, Chai Jing devient animatrice et reporter pour Horizon Connection à la Télévision centrale de Chine (CCTV). Deux ans plus tard, en tant que reporter d'investigation, elle couvre la crise du syndrome respiratoire aigu sévère (SRAS).
Après le séisme de 2008 au Sichuan, Chai Jing se rend sur les lieux pour vivre avec les réfugiés l'expérience de leurs difficiles conditions de vie. Elle rapporte plus tard l'expérience dans une émission appelée Sept jours à Yangping. Le reportage élève sa réputation de reporter de télévision.
En 2009, Chai Jing quitte le reportage d'investigation pour présenter 24 Heures et animer One on One pour le journal de la CCTV. En 2011, elle devient une des animatrices de l'édition du week-end de Seeing.
Chai Jing est connue pour ses interviews directes, qui vont droit au but.

### Fausses allégations de corruption
Le 19 septembre 2009, un blogueur Wujinger1 ((zh)) poste un faux article intitulé La célèbre animatrice de la CCTV Chai Jing arrêtée aujourd'hui pour suspicion de corruption. Le jour suivant, Chai Jing elle-même poste un démenti. Plusieurs mois plus tard, le 13 juillet 2010, Wujinger1 poste un autre faux article, L'animatrice de la CCTV Chai Jing a de nouveau été arrêtée par le procureur aujourd'hui, prétendant que des charges de corruption pèsent à nouveau contre elle. Il est plus tard découvert que Wujinger1 est Wu Zhibo, qui voulait devenir célèbre. Il s'est excusé auprès de Chai Jing, disant qu'elle est son idole, et qu'il veut que le public la connaisse davantage,,.

### DocumentaireSous le dôme
Alors qu'elle est enceinte, Chai Jing apprend que son bébé a une tumeur. Après la naissance de sa fille, Chai Jing entreprend une enquête d'un an sur les problèmes environnementaux de la Chine, et dépense presque un million de yuans (167 000 dollars) pour produire un documentaire appelé Sous le dôme, qui sort gratuitement sur internet le 1er mars 2015. Le film, dans lequel Chai Jing présente ses découvertes comme une conférencière, avait été vu 150 millions de fois en Chine le 3 mars avant d'être censuré par les autorités quelques jours plus tard.

## Filmographie

### Shows télévisés
- Chai Jing. One on One (面对面), 45 minutes, show fondé sur des interviews de célébrités
- Chai Jing. (2010), Insight, les week-ends, programme multimédias sur les changements de vie

### Films et séries
- Chai Jing. (2015), Sous le dôme, documentaire
- Chai Jing. (2023), "Stranger: Talking to Jihadists", série

## Publications
- Chai Jing. (2001). Use My Lifetime To Forget Autobiographie. (用我一辈子去忘记, en chinois). Hainan Publishing House[8].
- Chai Jing. (2013). Kanjian ou Insight Autobiographie. (看见, en chinois). Guangxi Normal University Press.

## Récompenses
- 2003 : Correspondent of the Year, recompensant un travail de journalisme d'investigation sur la lutte contre le SARS
- 2008 : 2007 Annual Green Characters Moving China
- 2009 : Capital Association of Female Reporters speech contest award
- 2010 : Golden Camera Prize (Potatoes Festival)
- 2015 : Nommée parmi les 100 personnalités les plus influentes du Time 100
- 2017 : Prix Nob'Elles[1]